# Plotone carri
Il plotone carri è un'unità militare terrestre della cavalleria comandata da un maresciallo e composta in genere da 4 carri armati.
Inoltre più plotoni carri formano una compagnia.